# Hirschbach, Gmünd
Hirschbach là một thị trấn ở huyện Gmünd trong bang Niederösterreich, ở nước Áo. Đô thị này có diện tích 7,89 km², dân số năm 2001 là 569 người.